# The Great Cognito
The Great Cognito – amerykański krótkometrażowy film animowany z 1982 roku, wyreżyserowany przez Willa Vintona. Film był nominowany do Oscara w kategorii najlepszy animowany film krótkometrażowy na 55. ceremonii wręczenia Oscarów, ale przegrał z filmem Tango.

## Fabuła
Tytułowy Max Cognito jest komikiem stand-upowym, znanym jako „człowiek o tysiącu twarzy”. Posiada on zdolność transformacji w inne osoby, której używa do parodiowania. Rozpoczyna swoją tyradę o II wojnie światowej, a jego wygląd i głos zmieniają się w krótkich odstępach czasu w różne postaci, takie jak Douglas MacArthur, The Andrews Sisters, Harry Truman i w końcu John Wayne, który zostaje zabity strzałą. Następnie Max Cognito opuszcza scenę z płaczem. 